# الحكم بن الوليد
الحكم بن الوليد بن يزيد بن عبد الملك بن مروان الأموي (106 هـ - 127 هـ / 725 م - 745 م) هو ابن الخليفة الأموي الوليد الثاني وحفيد الخليفة الأموي يزيد الثاني بن عبد الملك، تولى أبوه الوليد بن يزيد الخلافة بعد وفاة هشام بن عبد الملك عام 125 هـ وجعله ولياً للعهد من بعده، ثم من بعده لأخيه عثمان بن الوليد. ولما خرج يزيد بن الوليد على الوليد بن يزيد عام 126 هـ وقتله سجن الحكم وأخوه عثمان، ثم قتلهما إبراهيم بن الوليد عام 127 هـ لما بلغه نباء مسير مروان بن محمد بجيشٍ كبير إلى دمشق، وكان الحكم شاعراً، وجعله أبوه على دمشق.

## نسبه
- هو الحكم بن الوليد بن يزيد بن عبد الملك بن مروان بن الحكم بن أبي العاص بن أمية الأكبر بن عبد شمس بن عبد مناف بن قصي بن كلاب بن مرّة بن كعب بن لؤي بن غالب بن فهر بن مالك بن النضر وهو قريش بن كنانة بن خزيمة بن مدركة بن إلياس بن مضر بن نزار بن معد بن عدنان الأموي العبشمي القرشي الكناني.

## شعره
قال يُخاطب مروان بن محمد الأموي بعد مقتل أبوه الوليد بن يزيد، وكان مروان حينها والياً على الجزيرة وأرمينية وأذربيجان: